# Svarta änkan (film, 1954)
Svarta änkan (engelska: Black Widow) är en amerikansk mysteriefilm från 1954 i regi av Nunnally Johnson. I huvudrollerna ses Ginger Rogers, Van Heflin, Gene Tierney och George Raft.

## Rollista i urval
- Ginger Rogers - Carlotta "Lottie" Marin
- Van Heflin - Peter Denver
- Gene Tierney - Iris Denver
- George Raft - Detective Lt. C. A. Bruce
- Peggy Ann Garner - Nancy "Nanny" Ordway
- Reginald Gardiner - Brian Mullen
- Virginia Leith - Claire Amberly
- Otto Kruger - Gordon Ling
- Cathleen Nesbitt - Mrs. Lucia Colletti
- Skip Homeier - John Amberly
- Hilda Simms - Anne
- Mabel Albertson - Sylvia